# Virginie Ancelot
Virginie Ancelot, celým jménem Marguerite-Louise Virginie Chardon Ancelot (15. března 1792, Dijon – 20. března 1875, Paříž) byla francouzská malířka, spisovatelka a dramatička.

## Životopis
Narodila se v dobře situované rodině v Dijonu. Vdala se za úředníka francouzské admirality Jacques-Françoise Ancelota, spisovatele a dramatika. Virginie Ancelot pořádala od roku 1824 do roku 1866 literární salon na pařížské Rue de Seine.
Její hry byly sloučeny do čtyř svazků a publikovány v roce 1848 pod názvem "Theâtre Complete".  Vydala dvě monografie: Les Salons de Paris, foyers éteints (1858) a Un salon de Paris 1824-64 (1866). Mezi její nejdůležitější romány patří Georgine (1855), Une route sans issue (1857) a Un nœud de ruban (1858).

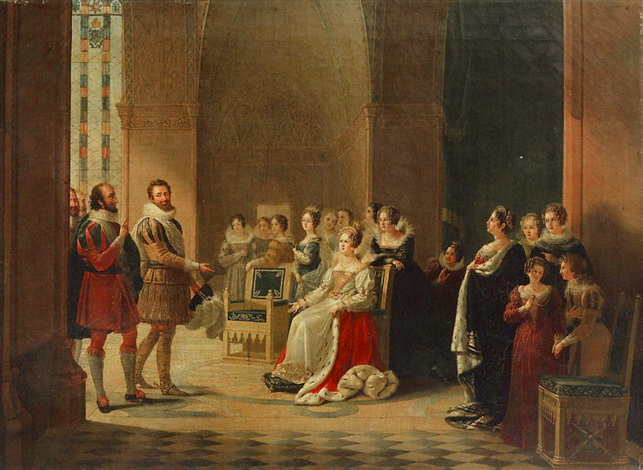
Jindřich IV. a Kateřina Medicejská, (Salon, 1819)

## Dílo
- La Veuve du Roi Ban a další portréty Pařížský salon, rok 1814[3]
- Ludvík XIV., Pařížský salon, rok 1817[4]